# Patricia Chauvet
Patricia Chauvet-Blanc, francoska alpska smučarka, * 11. maj 1967, Villeneuve-Saint-Georges, Francija.
Nastopila je na štirih olimpijskih igrah v slalomu ter dosegla šesto in štirinajsto mesto ter dva odstopa. Na svetovnih prvenstvih je nastopila prav tako štirikrat in v isti disciplini leta 1996 osvojila srebrno medaljo, ob tem je dosegla še četrto in dve sedmi mesti. V svetovnem pokalu je tekmovala enajst sezon med letoma 1987 in 1998 ter dosegla eno zmago in še enajst uvrstitev na stopničke, vse v slalomu. V skupnem seštevku svetovnega pokala je bila najvišje na sedmem mestu leta 1993, ko je bila tudi tretja v slalomskem seštevku.